# ミスチーフ礁飛行場
ミスチーフ礁飛行場は、南沙諸島のミスチーフ礁を埋め立てた人工島に中華人民共和国が建設した飛行場。ミスチーフ礁は中華人民共和国、フィリピン、ベトナムによって領有権が主張されており、中華人民共和国が実効支配を行っている。

## 歴史
- 2015年初頭 - 埋め立てが開始された[1]。
- 2015年9月 - 戦略国際問題研究所により、滑走路の建設が進行中であることが報告された[2]。
- 2016年7月13日 - 中国政府によって徴用された中国南方航空の民間機（エアバスA319）が海口美蘭国際空港から試験的に飛来し、同日のうちに海口へ戻った[3][4]。なお、同日にはスビ礁飛行場への飛行試験も実施されている[4]。

## 施設
長さ2,700メートルの滑走路が存在している。
また、航空機用格納庫、ミサイルシェルター、砲台、レーダー・通信施設、地下保管施設が存在することが指摘されている。